# Église Saint-Jean-de-la-Chaîne de Châteaudun
L'église Saint-Jean-de-la-Chaîne est une église catholique située à Châteaudun, dans le département français d'Eure-et-Loir en région Centre-Val de Loire.

## Historique

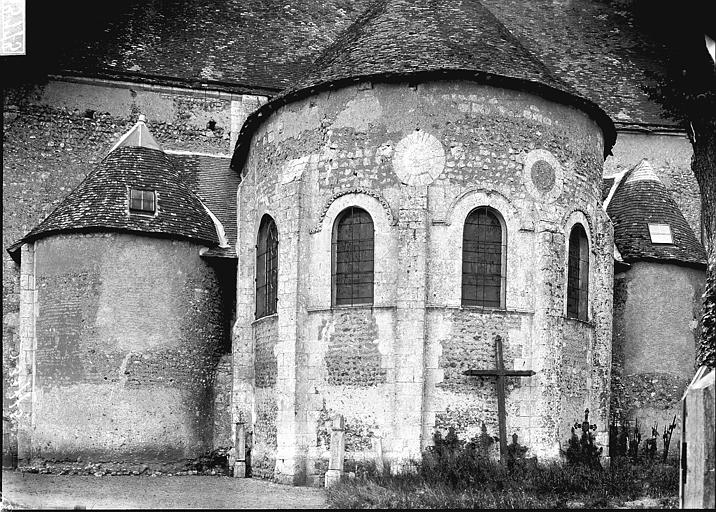
Abside de l'église par Camille Enlart (1862–1927).

L'église est située à l'endroit où Saint-Aventin aurait fait bâtir une église en l'honneur de Saint-Jean au VIe siècle.
Les principales périodes de construction s'étalent du XIe siècle au XVIe siècle :
- L'absidiole nord et la partie nord-est date du XIe siècle.
- L'absidiole sud et la nef sont du XIIe siècle.
- Au XVe siècle, d'importants travaux ont été menés, notamment pour élever les murs.
- Le clocher date du XVIe siècle.

L’église dépendait de l’abbaye de la Trinité de Vendôme[source insuffisante]
L'édifice et le portail de l'ancien cimetière Saint-Jean sont classés au titre des monuments historiques en 1907.

## Mobilier
Un tableau du XVIIIe siècle de Jean II Restout (1692-1768), Les Noces de Cana, est exposé, selon la plateforme ouverte du patrimoine du ministère de la Culture, dans le bras nord du transept de l'église,  Classé MH (1906).

Église Saint-Jean-de-la-Chaîne
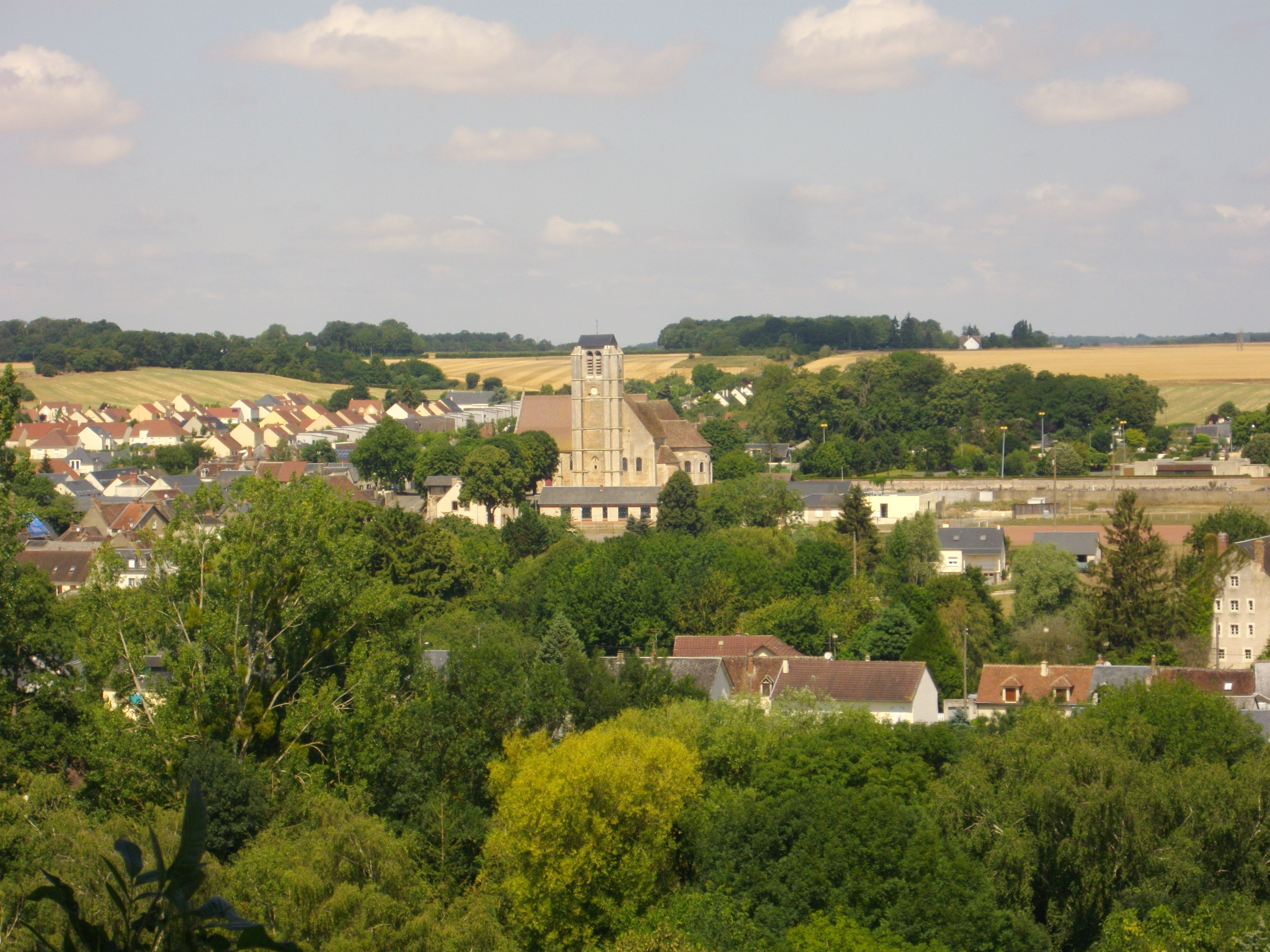
Vue générale.
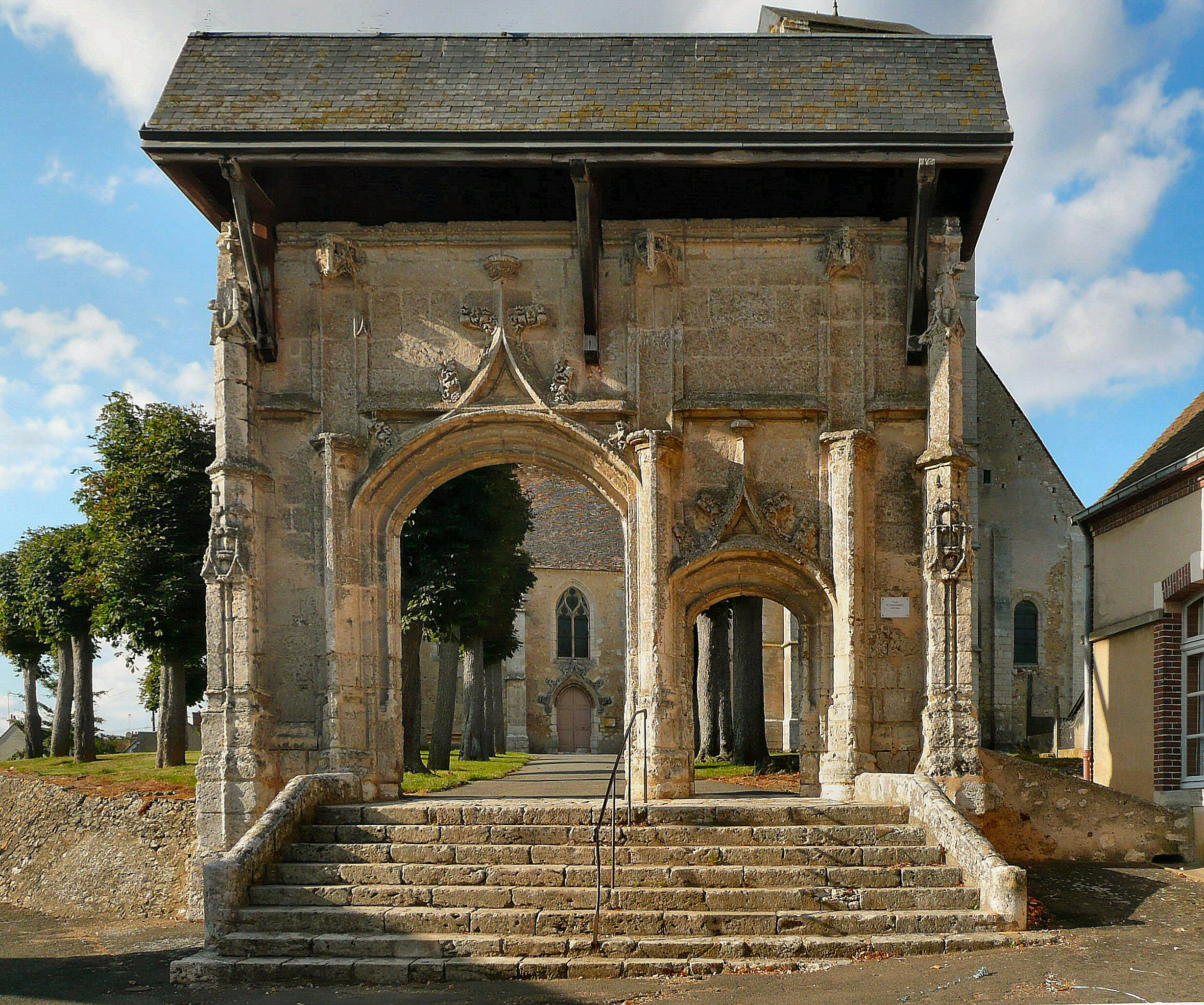
Portail de l'ancien cimetière.
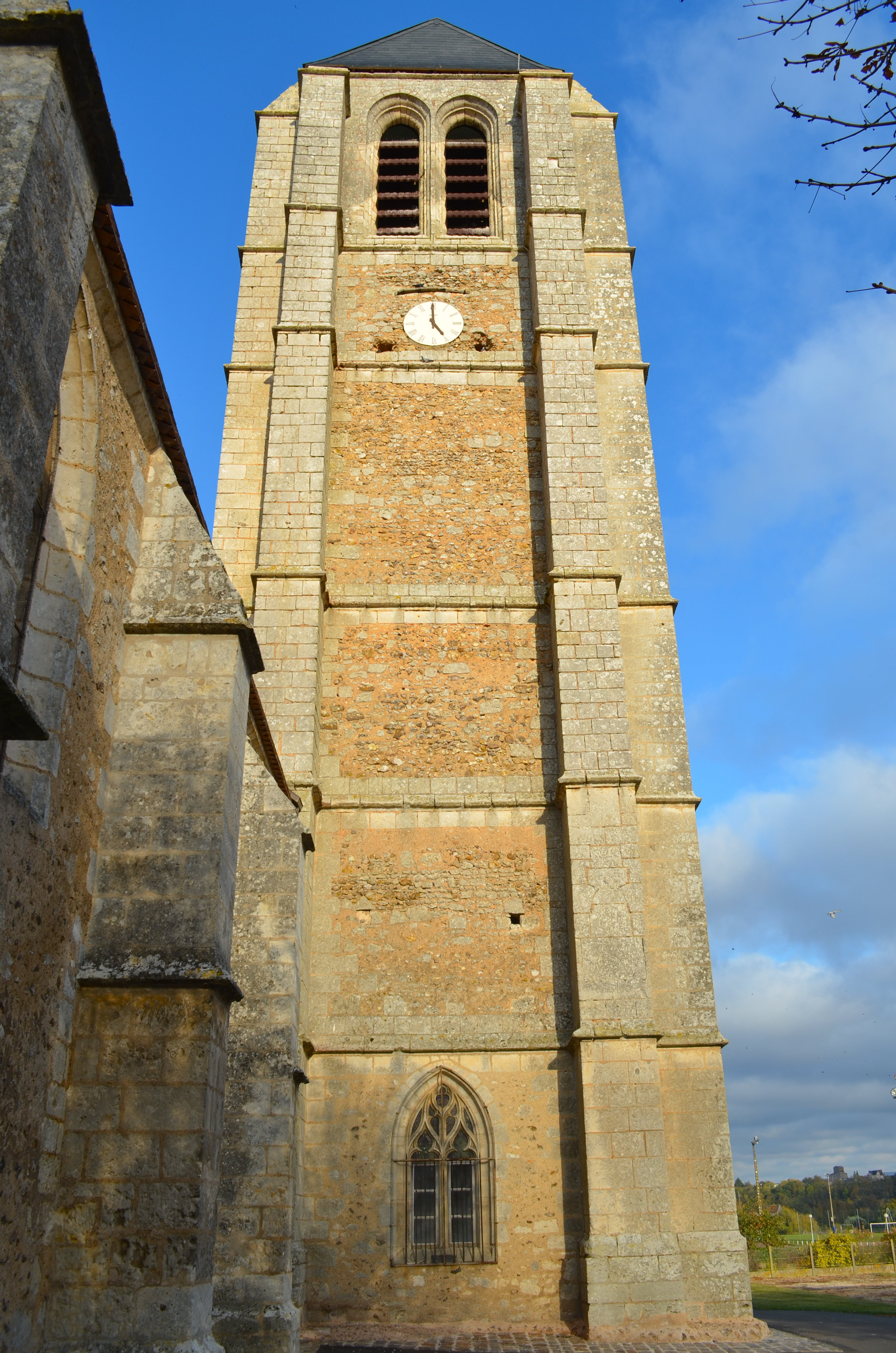
Clocher.
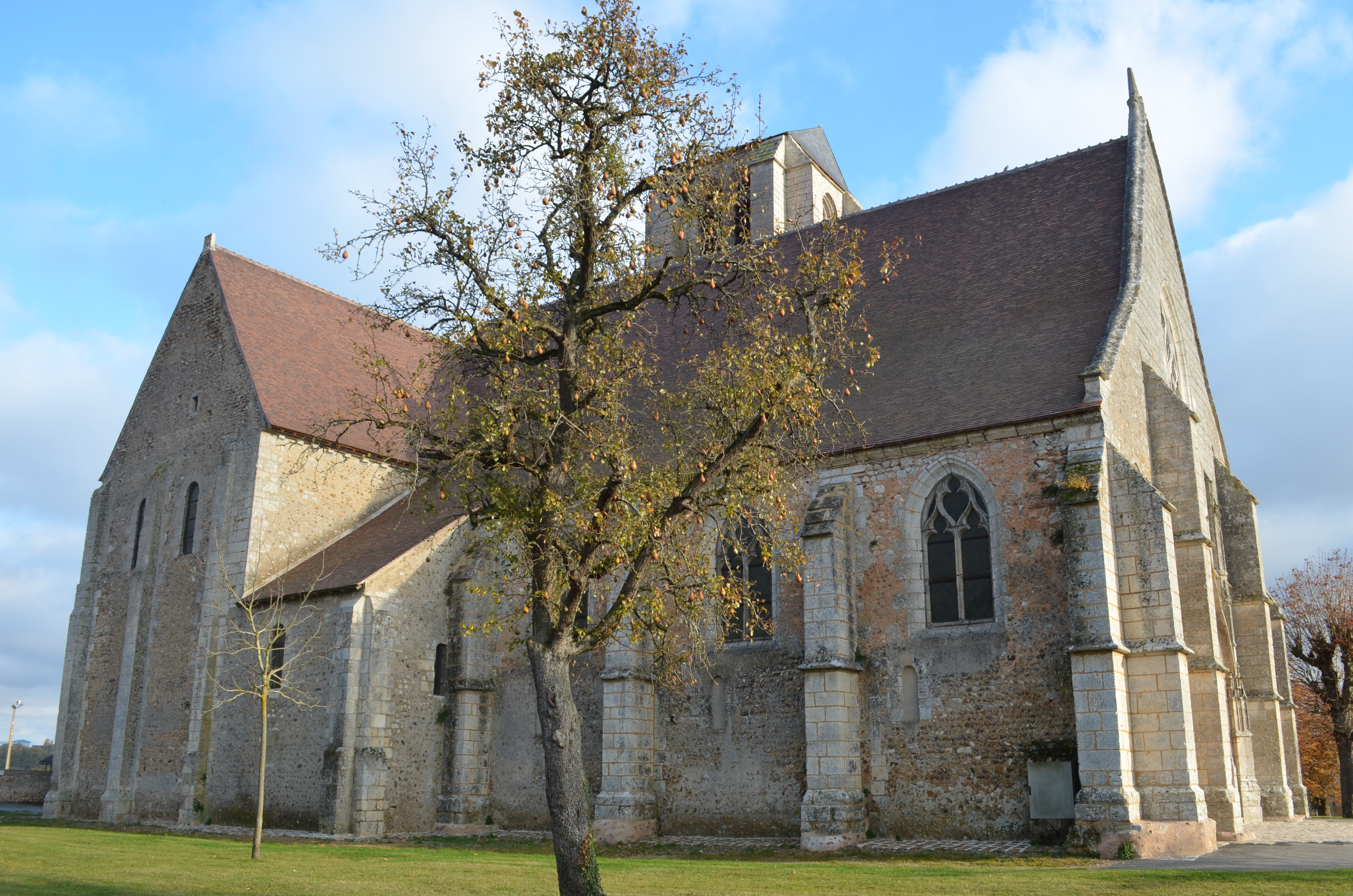
Mur nord.
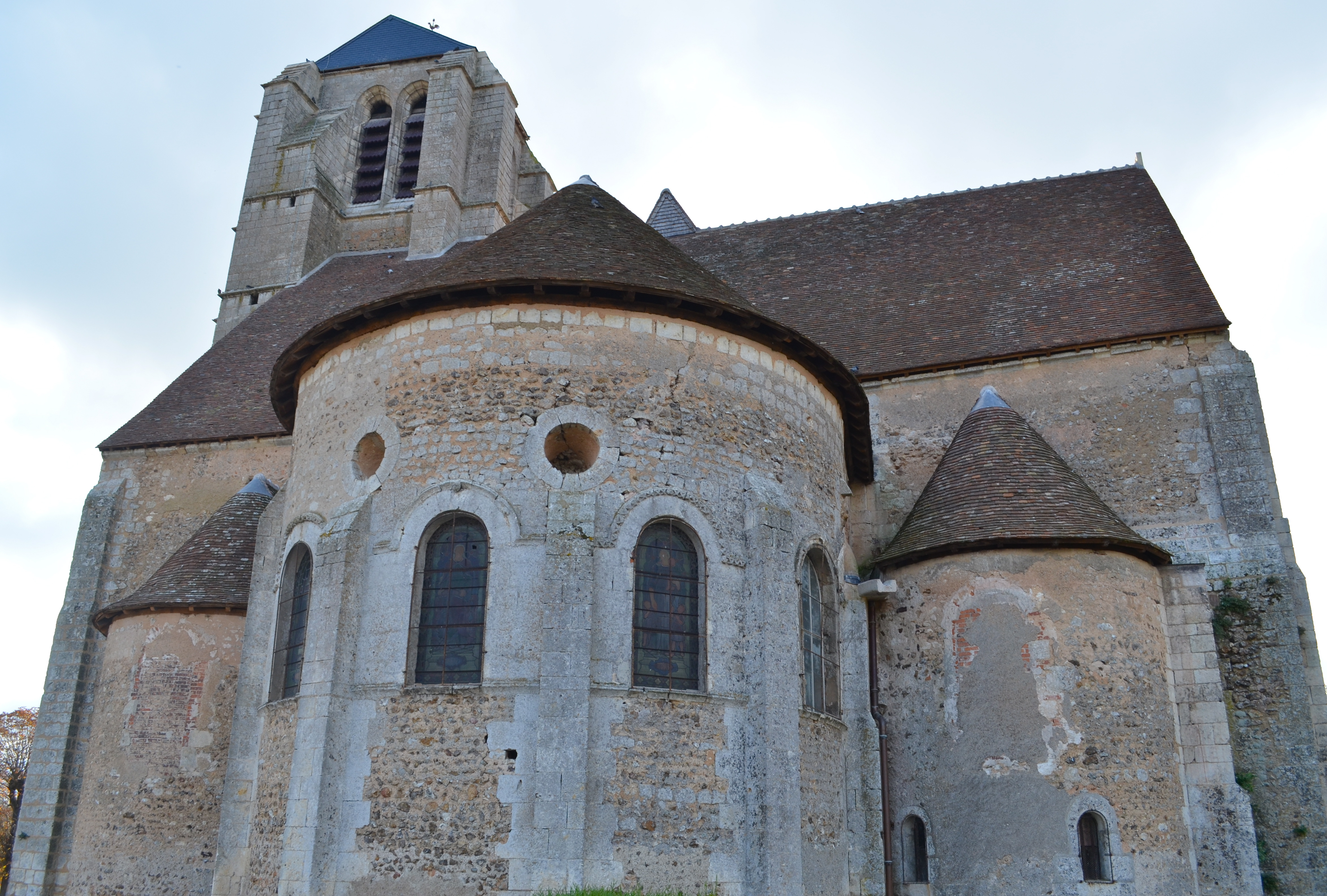
Chevet.